# Nora Roberts
Nora Roberts, geboren als Eleanor Marie Robertson (Silver Spring, Maryland, 10 oktober 1950) is een Amerikaanse romanschrijfster. Ze schreef meer dan tweehonderd romans, voornamelijk liefdesromans, waarvan wereldwijd 280 miljoen exemplaren zijn verkocht. Haar boeken zijn vertaald in meer dan dertig talen. Lifetime Television verfilmde een aantal van haar boeken — onder meer Midnight Bayou — onder de noemer Nora Roberts filmcollectie 2009.
Onder het pseudoniem J.D. Robb schreef ze ook 38 misdaadromans, de 'in Death' serie.